# Len Cariou
Len Cariou (Winnipeg, Manitoba, 30 de septiembre de 1939) es un actor cantante y director de escena canadiense. Alcanzó notoriedad  por interpretar, junto a Angela Lansbury, a Sweeney Todd en el elenco original del musical Sweeney Todd: The Demon Barber of Fleet Street (1979) de Stephen Sondheim, por el que ganó el Premio Tony al mejor actor en un musical. Anteriormente recibió nominaciones al Tony por sus papeles en el musical Applause (1970), de Betty Comden y Adolph Green y en el musical A Little Night Music (1973).
Desde 2010 protagoniza a Henry Reagan en la serie de televisión, Blue Bloods de la CBS.

## Vida personal
El 25 de octubre de 1985, Cariou contrajo matrimonio con la autora Heather Summerhayes.

## Filmografía

### Películas
| Año  | Título                        | Papel                                |
| ---- | ----------------------------- | ------------------------------------ |
| 1977 | One Man                       | Jason Brady                          |
| 1977 | A Little Night Music          | Fredrik Egerman                      |
| 1978 | Drying Up the Streets         | Larry                                |
| 1981 | The Four Seasons              | Nick Callan                          |
| 1988 | Lady in White                 | Phil Terragrossa                     |
| 1994 | Getting In                    | Dr. Lionel Higgs / Dr. Ezekiel Higgs |
| 1995 | Nunca hables con extraños     | Henry Taylor                         |
| 1996 | Executive Decision            | Secretario de Defensa Charles White  |
| 2000 | Trece días                    | Dean Acheson                         |
| 2002 | About Schmidt                 | Ray Nichols                          |
| 2004 | Secret Window                 | Sheriff Dave Newsome                 |
| 2005 | The Greatest Game Ever Played | Stedman Comstock                     |
| 2005 | Boynton Beach Club            | Jack                                 |
| 2006 | Flags of Our Fathers          | Sr. Beech                            |
| 2007 | 1408                          | Joe Enslin                           |
| 2008 | The Onion Movie               | Norm Archer                          |
| 2013 | Prisoners                     | Padre Patrick Dunn                   |
| 2015 | Spotlight                     | Cardenal Bernard Law                 |
| 2018 | Death Wish                    | Ben Gibbs                            |
| 2018 | Bumblebee                     | Hank                                 |

### Televisión
| Año           | Título                                         | Papel                                              | Notas                            |
| ------------- | ---------------------------------------------- | -------------------------------------------------- | -------------------------------- |
| 1963          | Quest                                          |                                                    | 1 episodio                       |
| 1964          | Festival                                       | Ragnar                                             | 1 episodio                       |
| 1979          | The Great Detective                            | Tanner                                             | 1 episodio                       |
| 1981          | Madame X                                       | John Abbott                                        | película de televisión           |
| 1985–1992     | Murder, She Wrote                              | Michael Hagarty / Monseñor O'Shaugnessy            | 7 episodios                      |
| 1985          | Surviving: A Family in Crisis                  | David Brogan                                       | película de televisión           |
| 1989          | The American Playwrights Theater: The One Acts | Pat Sweeney                                        | 1 episodio                       |
| 1990          | Gabriel's Fire                                 | Juez Norton Heller                                 | 1 episodio                       |
| 1991          | Kurt Vonnegut's Monkey House                   | Embajador Kelly                                    | 1 episodio                       |
| 1992          | The Ray Bradbury Theater                       | Douglas                                            | 1 episodio: The Anthem Sprinters |
| 1992          | Street Legal                                   | Christin Peveril                                   | 1 episodio                       |
| 1993          | North of 60                                    | Mike Birkett                                       | 1 episodio                       |
| 1993          | Class of '61                                   | Dr. Leland Peyton                                  | película de televisión           |
| 1993          | The Sea Wolf                                   | Dr. Picard                                         | película de televisión           |
| 1993–2008     | Law & Order                                    | Edgar Beezley / Mac Geller / Capitán Allard Bunker | 3 episodios                      |
| 1994          | Testigo de ejecución                           | Jake Tyler                                         | película de televisión           |
| 1994          | Love on The Run                                | Noah Cross                                         | película de televisión           |
| 1995–2000     | The Outer Limits                               | Doc Wells / Padre Anton Jonasceu                   | 2 episodios                      |
| 1996          | Swift Justice                                  | Al Swift                                           | reparto principal 13 episodios   |
| 1996          | The Summer of Ben Tyler                        | Spencer Maitland                                   | película de televisión           |
| 1997          | Star Trek: Voyager                             | Almirante Edward Janeway                           | 1 episodio                       |
| 1997          | F/X: The Series                                | Charles Emery                                      | 1 episodio                       |
| 1997          | American Experience                            | Narrador (voz)                                     | 1 episodio                       |
| 1998          | Mentors                                        | Alexander Graham Bell                              | 1 episodio                       |
| 1999          | The Practice                                   | Abogado de la defensa Weiland                      | 1 episodio                       |
| 1999          | In the Company of Spies                        | El Presidente                                      | película de televisión           |
| 2000          | D.C.                                           | Senador William Abbott                             | 1 episodio                       |
| 2000          | Nuremberg                                      | Francis Biddle                                     | película de televisión           |
| 2000          | El ala oeste de la Casa Blanca                 | Ejecutivo farmacéutico                             | 1 episodio                       |
| 2003          | Ed                                             | Sr. Stuckey                                        | 1 episodio                       |
| 2004          | Sex Traffic                                    | Magnus Herzoff                                     | miniserie                        |
| 2005          | Numb3rs                                        | Alan Emrick                                        | 1 episodio                       |
| 2006–2007     | Brotherhood                                    | Judd Fitzgerald                                    | Recurrente 10 episodios          |
| 2007          | CSI: Crime Scene Investigation                 | Frank McCarty                                      | 1 episodio                       |
| 2008          | Army Wives                                     | Randall Meade                                      | 1 episodio                       |
| 2009          | Into the Storm                                 | Franklin D. Roosevelt                              | película de televisión           |
| 2009          | Dominick Dunne's Power, Privilege, and Justice | Narrador                                           | 9 episodios                      |
| 2010          | Damages                                        | Louis Tobin                                        | 5 episodios                      |
| 2010–presente | Blue Bloods                                    | Henry Reagan                                       | reparto principal                |
| 2013          | Wallander                                      | Atkins                                             | 1 episodio                       |
| 2019          | Así nos ven                                    | Robert Morgenthau                                  | miniseries                       |